# Clodagh Rodgers
Clodagh Rodgers, auch Cloda Rogers (* 5. März 1947 in Ballymena; † 18. April 2025 in Cobham) war eine britische Sängerin und Fernsehmoderatorin.

## Werdegang

### Frühe Jahre
Clodagh Rodgers unterzeichnete 1961 im Alter von 14 Jahren ihren ersten Plattenvertrag mit Decca Records. Sie nahm vier Singles auf, bevor sie zu Columbia Records wechselte, für das sie unter dem Namen „Cloda Rogers“ auftrat. Sie nahm 1966 die Single Stormy Weather (mit Lonely Room als B-Seite) auf.
Erste Erfolge in den Charts feierte sie 1969, als zwei ihrer Singles unter die ersten fünf kamen – Come Back and Shake Me und Goodnight Midnight; keine andere Sängerin verkaufte in diesem Jahr so viele Platten wie sie. Viele ihrer Titel dieser Phase wurden von dem US-Amerikaner Kenny Young geschrieben. Mit ihm zusammen nahm sie 1970 die Single Give Me Just a Little More Line auf; unter dem Namen „Moonshine“ hatte das Duo mäßigen Erfolg.

### Teilnahme am Eurovision Song Contest
1971 wurde Rodgers von der BBC intern ausgewählt, Großbritannien beim Eurovision Song Contest zu vertreten. Wie damals üblich stellte sie als Vertreterin bei einem Vorentscheid unter dem Titel A Song for Europe sechs Titel vor, unter denen regionale Jurys das von John Worsley komponierte und David Myers getextete Lied Jack in the Box als Sieger auswählte.

#### Beiträge beim Vorentscheid
| Nr. | Titel                           | Platz |
| --- | ------------------------------- | ----- |
| 1.  | Look Left, Look Right           | 5     |
| 2.  | In My World of Beautiful Things | 6     |
| 3.  | Jack in the Box                 | 1     |
| 4.  | Another Time, Another Place     | 4     |
| 5.  | Wind of Change                  | 2     |
| 6.  | Someone to Love Me              | 2     |

Beim Eurovision Song Contest 1971 in Dublin erreichte sie mit 98 Punkten den vierten Platz unter 18 Teilnehmern. Das Lied war auch kommerziell ein Erfolg und bescherte der Sängerin die dritte Top-10-Platzierung in Großbritannien und Irland. Auch in Deutschland erreichte die Single die Charts.

### Spätere Jahre und andere Erfolge
Nach ihrer Wettbewerbsteilnahme hatte Rodgers nur noch mäßigen Erfolg in den Charts, arbeitete von nun an aber auch als Fernsehmoderatorin. Sie gewann unter anderem einen Preis bei der „Goldenen Rose von Montreux“ für ihre eigene Sendung The Clodagh Rodgers Show, zudem wirkte sie bei einigen Sendungen wie Seaside Special (sie moderierte die erste Folge der Reihe) und der Sketch-Show The Two Ronnies mit. Später hatte sie ihre eigene Show im Londoner West End und sang und spielte in den beiden Musicals Pump Boys and Dinettes und Blood Brothers mit. Mit letzterem ging sie zwischen 1995 und 1998 auch auf Tour durch Großbritannien.